# Jim Master
James „Jim” Master (ur. 16 marca 1962) – amerykański koszykarz, występujący na pozycji rzucającego obrońcy.
W 1980 został nagrodzony tytułem najlepszego zawodnika szkół średnich stanu Indiana (Indiana Mr. Basketball), został też wybrany do II składu Parade All-American i wystąpił w meczu gwiazd McDonald’s All-American.

## Osiągnięcia
Na podstawie, o ile nie zaznaczono inaczej.
NCAA
- Uczestnik rozgrywek:
  - NCAA Final Four (1984)
  - Elite 8 turnieju NCAA (1983, 1984)
  - Sweet 16 turnieju NCAA (1983, 1984)
  - turnieju NCAA (1981–1984)
- Mistrz:
  - turnieju konferencji Southeastern (SEC – 1984)
  - sezonu regularnego SEC (1982–1984)
- Zaliczony do:
  - I składu turnieju regionalnego NCAA (1983)
  - III składu SEC (1982 przez United Press International, 1983 przez UPI, Associated Press)

Reprezentacja
- Mistrz igrzysk panamerykańskich (1983)[3]